# صوفيا مانزانو
صوفيا مانزانو (مواليد 19 مايو 1971) اقتصادية ومعلمة وسياسية برازيلية. هي مرشحة الحزب الشيوعي البرازيلي لمنصب الرئيس في الانتخابات العامة البرازيلية لعام 2022.

## السيرة الشخصية
هي أستاذة في جامعة ولاية جنوب غرب باهيا، وكانت عضوًا في الحزب الشيوعي البرازيلي منذ عام 1989. في الانتخابات العامة لعام 2014 كانت مرشحة لمنصب نائب رئيس البرازيل، خاضت الانتخابات ضد ماورو ياش على منصب الرئاسة. وهي عضو في اللجنة المركزية في الحزب الشيوعي وكانت رئيسة اتحاد الشباب الشيوعي. تم إعلانها كمرشح مسبق لرئاسة الجمهورية للانتخابات العامة 2022. أصبحت حملتها الرئاسية رسمية في 30 يوليو 2022 مع أنطونيو ألفيس كمرشح لمنصب نائب الرئيس.